# 역모: 반란의 시대
"역모: 반란의 시대"는 2017년에 개봉한 대한민국의 영화이다.

## 줄거리
1728년 영조 4년. 내금위 사정에서 의금부 포졸로 좌천당한 조선 최고의 검 '김호'가 왕좌를 노리는 역적 '이인좌' 무리에 맞서는 이야기이다.

## 캐스팅
- 정해인 : 김호 역
- 김지훈 : 이인좌 역
- 조재윤 : 도만철 역
- 이원종 : 만석 역
- 홍수아 : 윤서영 역
- 류태준 : 영조 역
- 홍승진 : 윤주식 역
- 권해성 : 최중구 역
- 이규복 : 유일운 역
- 전성렬 : 김성식 역
- 금단비 : 대비 역
- 정지훈 : 동석 역
- 봉다운 : 병조 상문 역
- 박준석 : 밀지 사내 역
- 최형태 : 의금부 종사관 역
- 박호산 : 의금부 판사 역
- 박성호 : 내시 역
- 이태검 : 선비 역
- 김영규 : 군사 역
- 이정우 : 이인좌 무관 1 역
- 박건 : 이인좌 무관 2 역
- 이동준 : 직첩 관군 1 역
- 박동선 : 직첩 관군 2 역
- 이문섭 : 애기궁 역도 역
- 김혁 : 역도 1 역
- 서인혁 : 역도 2 역
- 한훈 : 역도 3 역
- 오유진 : 역도 4 역
- 이근혁 : 역도 5 역
- 신선명 : 역도 6 역
- 김재윤 : 역도 7 역
- 김광태 : 역도 8 역
- 고태현 : 역도 9 역
- 은종권 : 경력오인 역
- 서문로 : 경력오인 역
- 최다연 : 상궁 역
- 추민우 : 대비전 궁녀 역
- 김준식 : 대비전 무관 1 역
- 채환 : 대비전 무관 2 역
- 박광재 : 광화문 상문 역
- 윤근호 : 건축문 상문 역
- 표창선 : 일꾼 1 역
- 배상돈 : 일꾼 2 역
- 노승진 : 일꾼 3 역
- 박철민 : 황진기 역 (특별출연)
- 이재용 : 좌의정 역 (특별출연)
- 이해영 : 의금부부장 역 (특별출연)
- 송민형 : 상선 역 (특별출연)
- 김익태 : 도승지 역 (특별출연)
- 이철민 : 옥사장 역 (특별출연)
- 박노식 : 철물점 주인 역 (특별출연)
- 이승비 : 주모 역 (특별출연)
- 추상록 : 내금위장 역 (특별출연)